# Chandrasekhargränsen

Plottning av Chadrasekhargränsen

Chandrasekhargränsen är ett begrepp inom astronomin. Om en vit dvärg överstiger 1,44 gånger solens massa, eller 1,44 M☉, kan den inte längre hålla ihop och blir instabil. Detta eftersom elektronerna inte kan ge jämvikt till det tryck som massan skapar. Om en vit dvärg överstiger denna gräns kommer den att kollapsa och bli en neutronstjärna. Oftast händer inte detta eftersom en stjärna brukar kunna göra sig av med en tillräckligt stor massa när den bildar sin planetariska nebulosa. 
Det finns dock undantag, alla vita dvärgar som överstiger chandrasekhargränsen behöver inte kollapsa och bli neutronstjärnor. Om en vit dvärg samlar upp materia från en granne med ett svagt gravitationsfält, till exempel en röd jätte, och på det sättet sakta ökar sin massa, kan kollapsen som uppstår när den överstiger chandrasekhargränsen sätta igång fusion. Den vita dvärgen exploderar då i en supernova typ Ia.
Supernova typ Ia innebär att det saknas spår av väte i dess spektrum.